# Norbert Schausberger

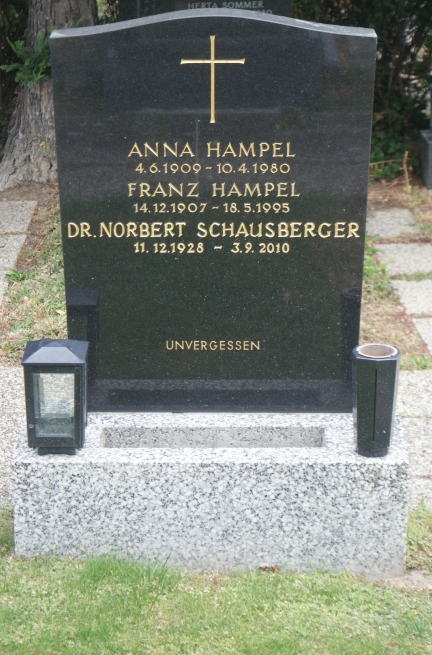
Grabstätte von Norbert Schausberger

Norbert Schausberger (* 11. Dezember 1928 in Wien; † 3. September 2010 in Klagenfurt) war ein österreichischer Zeithistoriker.

## Leben
Schausberger studierte an der Universität Wien, seit 1953 war er als Gymnasialprofessor tätig. 1972 habilitierte er sich und wurde 1974 Ordinarius an der Universität Klagenfurt. Schausberger war dort lange Jahre Vorstand des Instituts für Zeitgeschichte.
Besonderes Interesse widmete er den Themen „Politische Bildung“ und „Erwachsenenbildung“. Schausbergers Forschungsschwerpunkt lag bei der Periode 1939–45 und den deutschen Wirtschaftsinteressen in Österreich.
Er wurde in Wien auf dem Groß-Jedlersdorfer Friedhof (Gruppe 30, Reihe 4, Nummer 2) bestattet.

## Publikationen
- Rüstung in Österreich 1938–1945. Wien 1970.
- Politische Bildung als Erziehung zur Demokratie. Wien/München 1970
- Didaktik der politischen Bildung. Wien 1973.
- Der Griff nach Österreich. Der Anschluß. Wien-München 1978.